# 香港電影發展局
香港電影發展局（英語：Hong Kong Film Development Council，縮寫：HKFDC）是香港特別行政區政府在2007年4月15日宣布成立的公營機構，專門負責香港電影業界的政策、策略安排、香港電影文化的推廣與發展、管理分配該範疇之政府資源（其中包括電影發展基金對中小型電影的資助），及就申請資助項目甄選與業界相關人才培訓需要等，向文化體育及旅遊局局長提供意見。

## 電影發展局成員名單
| - 陳嘉上 - 陳榮美 - 張婉婷 - 方和 - 洪祖星 | - 江志強 - 黎筱娉 - 林建岳 - 吳思遠 - 岑建勳 | - 施南生 - 孫國林 - 黃志強（石琪） - 黃栢鳴 王英偉 |

| - 陳可辛 - 陳嘉上 - 陳榮美 - 張婉婷 - 朱家欣 - 方和 | - 洪祖星 - 江志強 - 黎筱娉 - 吳思遠 - 岑建勳 - 施南生 | - 盛慕嫻 - 孫國林 - 黃志強（石琪） - 黃栢鳴 - 王英偉 |

| - 陳嘉上 - 陳榮美 - 鄭經翰 - 張婉婷 - 朱家欣 - 方和 - 洪祖星 | - 黎筱娉 - 麥曦茵 - 吳思遠 - 彭浩翔 - 岑建勳 - 施南生 | - 盛慕嫻 - 孫國林 - 曾麗芬 - 黃志強（石琪） - 黃栢鳴 - 黃韋琪 - 王英偉 |

| - 朱家欣 - 麥曦茵 - 施南生 - 曾麗芬 - 卓伯棠 | - 莊澄 - 莊文強 - 葉健行 - 林紀陶 - 林淑儀 | - 羅啟銳 - 利雅博 - 李偉民 - 麥兆輝 - 黃真真 - 黃寶珠 |

| - 陳志道 - 卓伯棠教授 - 錢小蕙 - 莊冠男 - 莊文強 | - 蔡仲樑 - 朱仲安 - 馮子昌 - 林紀陶 - 林淑儀 | - 利雅博 - 李偉民 - 唐慶枝 - 曾麗芬 - 黃寶珠 - 黃修平 |

| - 陳志道 - 卓伯棠教授 - 錢小蕙 - 程沛威 - 莊文強 - 朱仲安 | - 馮子昌 - 林紀陶 - 林秉琨 - 林淑儀 - 利雅博 - 李偉民 | - 李英洛 - 冼杞然 - 鄧小慧 - 唐慶枝 - 黃寶珠 - 黃修平 - 黃德慧 |

| - 張艾嘉 - 錢小蕙 - 馮子昌 - 林家棟 - 林秉琨（林炳坤） | - 李英洛 - 鄧小慧 - 鄧漢強 - 唐慶枝 - 黄嗣輝 | - 黃進 - 黃修平 - 黃德慧 - 嚴嘉念 |

| - 陳羅超 - 張艾嘉 - 郭嘉銘 - 林家棟 - 林秉琨（林炳坤） | - 林淑賢 - 劉浩良 - 劉健樂 - 李英洛 - 鄧漢強 | - 黃嗣輝 - 黃進 - 黃培達 - 黃德慧 - 黃宏達 | - 嚴嘉念 |

| - 陳羅超 - 張艾嘉 - 馮海容 - 林家棟 - 林淑賢 | - 劉浩良 - 劉健樂 - 龐建貽 - 鄧漢強 - 鄧維弼 | - 曾慶宏 - 徐寬 - 黃培達 - 黃宏達 - 楊國樑 | - 楊偉誠博士 - 嚴嘉念 - 袁彥文 |

| - 陳羅超 - 劉浩良 - 黃培達 - 馮海容 - 劉健樂 | - 黃宏達 - 陳安怡 - 龐建貽 - 楊國樑 - 丁凱 | - 鄧維弼 - 楊偉誠博士 - 鄭保瑞 - 曾慶宏 - 袁彥文 | - 何韻明 - 徐寬 - 林淑賢 |